# ويليام روبرتسون (سياسي)
ويليام روبرتسون هو سياسي كندي، ولد في 2 يناير 1897، وتوفي في 15 أبريل 1948 بتورونتو في كندا. حزبياً، نشط في Co-operative Commonwealth Federation (Ontario Section) ‏. وقد انتخب عضو برلمان مقاطعة أونتاريو عن دائرة Wentworth (provincial electoral district) ‏ (4 أغسطس 1943 – 15 أبريل 1948).